# Mäense
Koordinaten: 58° 40′ N, 23° 38′ O
Mäense (deutsch Maense) ist ein Dorf (estnisch küla) in der Landgemeinde Lääneranna im Kreis Pärnu (bis 2017: Landgemeinde Hanila im Kreis Lääne) in Estland.
Der Ort hat zwölf Einwohner (Stand 31. Dezember 2011). Er liegt elf Kilometer nordöstlich des Fährhafens Virtsu (Werder).